# Sebastian Bach
Sebastian Bach (jako Sebastian Philip Bierk, * 3. dubna 1968) je kanadský heavy metalový zpěvák, známý především jako bývalý frontman skupiny Skid Row.
Narodil se ve Freeportu na Bahamách a vyrostl v Peterborough v Ontariu a pravděpodobně má kanadské občanství. Změnil si příjmení z Bierk na Bach, aby se podobalo jménu slavného skladatele Johanna Sebastiana Bacha. Sebastian Bach se v rozhovorech o této změně otevřeně vyjadřuje: „Hledal jsem úderné rock n' rollové jméno, ale neměl jsem dostatek kreativity a představivosti, abych přišel s vlastním nápadem a tak jsem se rozhodl ukrást jméno slavného skladatele. A fungovalo to!“
Sebastian Bach je ženatý a se svou ženou, Marií Bierk, má dvě děti, které se jmenují London a Paris. Jeho rodiče se rozvedli, když mu bylo 11. Jeho otec, David Bierk byl umělec. Sebastian Bach má dva sourozence, jeho bratr Zac Bierk býval brankářem v NHL a sestra Dylan Bierk je herečka.

## Kariéra
Bachovi bylo nabídnuto místo ve Skid Row v roce 1987, když mu bylo 18. Kytarista David Sabo jej slyšel zpívat na svatbě fotografa Marka Weisse. Sabo mu později poslal kazetu s nahrávkami skupiny a Bach se do ní rozhodl vstoupit. Poté, co Skid Row dosáhli značného komerčního úspěchu, byl Bach v roce 1996 z kapely vyhozen.
Po vyhazovu ze Skid Row založil Sebastian Bach and Friends, kapela se později reformovala a zpěvákem se stal John Solinger a novým bubeníkem Phil Varone. Od roku 2000 vystupoval Bach na Broadwayi. Mezi jeho role patří Riff Raff v The Rocky Horror Show a hlavní role v Jekyll & Hyde. Na začátku roku 2002 uváděl VH1's Forever Wild.
V roce 1998 byl Bach kritizován za to, že nosil tričko s nápisem „AIDS Kills Fags Dead“ (tj. „AIDS zabíjí buzeranty“), což byla parodie na reklamní slogan na RAID, „Raid: Kills Bugs Dead“. Ačkoliv nejprve všechno zlehčoval, později se za nošení tohoto trička omlouval a distancoval se od něj. Bach říká: „Byla blbost, že jsem to tričko měl půl hodiny na sobě. Co ale nikdo nezmiňuje, je fakt, že jsem v roce 2000, když jsem hrál v Jekyll & Hyde a konala se aukce pro Broadway Cares, dal ze svého $12 000 na boj s AIDS.“
V roce 1990 vystoupil Bach na jednom pódiu společně s členy Metallicy a Guns N' Roses na party RIP Magazinu, takto jednorázově utvořená kapela dostala jméno The Gek.
V roce 1996 zformoval Bach rockovou superskupinu, The Last Hard Men, kterou vedle něj tvořil kytarista Frogs Jimmy Flemion, kytarista The Breeders Kelley Deal a bubeník The Smashing Pumpkins Jimmy Chamberlin. Skupina nahrála stejnojmenné album pro Atlantic Records, to jej ovšem nevydalo. Až v roce 1998 jej vydal Dealův label Nice Records a to v nákladu 1000 kusů, které bylo možno objednat pouze poštou.
Dne 28. listopadu 2001 se Sebastian Bach zúčastnil New York Steel, benefičního koncertu na podporu obětí útoků z 11. září. Bach vystoupil hned na začátku, poté odjel vystoupit na Broadway a vrátil se na konec koncertu, kdy všichni účastníci zpívali společnou píseň.
V říjnu 2002 podepsal Sebastian Bach smlouvu na účinkování v muzikálu Jesus Christ Superstar, kde hrál Ježíše. V dubnu 2003 byl vyhozen, údajně protože se choval jako primadona.
V roce 2003 se spekulovalo, že Bach měl zájem o působení v kapele Velvet Revolver ještě předtím než byl vybrán Scott Weiland, ale z neznámých důvodů byl odmítnut. Některé fanoušky toto rozhodnutí zklamalo, protože se svým hlasovým rozsahem je schopen zazpívat při koncertech více písní od Guns N' Roses než Weiland.[zdroj⁠?!]
Sebastian Bach má od roku 2003 roli v seriálu Gilmorova děvčata, kde hraje kytaristu Gila.
V roce 2005 spolupracoval s Henningem Paulym na albu An Absence of Empathy kapely Frameshift, které vyšlo v dubnu 2005.
V květnu 2005 se Bach, Ted Nugent, Evan Seinfeld, Jason Bonham a Scott Ian zúčastnili reality show stanice VH1 "SuperGroup„. Hudebníci byli 12 dní zavření ve vile v Las Vegas, kde skládali hudbu.
V roce 2006 dělala jeho kapela předskokany na turné Guns N' Roses a samotný Bach zpíval při koncertech Guns N' Roses spolu s Axlem Rosem píseň „My Michelle“.

## Kapely
1. Kid Wikkid
2. Madam X
3. Herrenvolk
4. VO5
5. Downtown Charlie
6. Skid Row
7. Damnocracy (superskupina VH1)
8. Frameshift
9. The Trent Draper Experience

## Sólová diskografie

### Alba
- The Last Hard Men, 1997
- Bring 'Em Bach Alive!, 1999
- Bach 2: Basics, 2001
- Frameshift – An Absence of Empathy, 2005
- Angel Down, 2007
- Kicking & Screaming, 2011

### DVD
- Forever Wild, 2004